# Amos Frâncu
Amos Frâncu (n. 28 ianuarie 1866, Baia de Criș, România – d. 3 noiembrie 1933, Cluj, România) a fost un avocat și om politic român, apărător al memorandiștilor în anul 1894 și militant pentru Marea Unire de la 1 decembrie 1918.

## Originea și studiile
Dr. Amos Tiberiu Frâncu s-a născut la 28 ianuarie 1866 în Baia de Criș, unde tatăl său era proto-fisc comitantes, fiind nepot de frate al lui Amos Frâncu, vicecomite al Zarandului. A fost botezat în biserica unită din Baia de Criș și a avut nași pe Dr. Iosif Hodoș și pe soția sa Ana. Tatăl său, Ioan Frâncu, a murit în anul 1873, la vârsta de numai 38 de ani. Rămas orfan de la vârsta de 6 ani, a crescut sub îngrijirea mamei sale, care s-a dedicat cu totul educației unicului său fiu. În acest scop, se mută la Sibiu, unde urmează Liceul Catolic de Stat, fiind un elev eminent. La vârsta de 18 ani ajunge la  facultatea de drept din Budapesta, unde a fost promovat doctor „sub auspictis regis”, dăruit cu un inel de briliante. După ce mai petrecu un an la Paris pentru completarea studiilor, trecând și examenul de cenzură, după un an de stagiu la Budapesta, își deschide birou de avocat în Sibiu, cucerind lumea prin cultura sa aleasă. Vorbea perfect trei limbi: româna, maghiara și germana, și binișor franceza.
Între 1904-1907 a fost director al Despărțământului Cluj al Asociației Transilvană pentru Literatura Română și Cultura Poporului Român.:p. 173

## Activitatea politică
Se stabilește la Cluj, unde ajunge unul din marii avocați ai Ardealului. Aici a avut ocazia să exceleze în procesul Memorandumul Transilvaniei de la 1894. În acest proces Amos Frâncu a fost apărătorul liderului Partidului Național Român, dr. Ioan Rațiu. Deși era cel mai tânăr ca vârstă, el a condus întreaga apărare colectivă a Memorandiștilor, puși sub acuzare pentru că au îndrăznit să publice în presa internațională un document prin care denunțau oprimarea națională a românilor ardeleni.
În noiembrie 1918 a înființat la Cluj Senatul Național Român din Ardeal și a organizat gărzile naționale din zonă. La mijlocul lunii noiembrie a fost înlocuit, pentru a se evita un conflict cu Consiliul Național Român Central. A participat la Marea Adunare Națională de la Alba Iulia din 1 decembrie 1918 ca delegat al cercului electoral II Cluj.:p. 173
După 1918 îi apără pe moți în procese răsunătoare, legate de dreptul de proprietate asupra pădurilor. Cei din urmă 14 ani ai vieții, Amos Frâncu și i-a închinat exclusiv operei de ajutorare a acestor dezmoșteniți ai sorții, în care scop a înființat „Frăția de cruce a Moților” cu sediul în Cluj. În cadrul „Frăției de cruce”, Amos Frâncu a adunat pe toți luptătorii care se interesau în mod sincer de soarta obijduiților moți, intrând cu ei în corespondență, invitându-i la întruniri și impulsionându-i mereu la acțiune.
În 1923 a fost numit președinte al Asociației Foștilor Voluntari Români (U.F.V.R.) din timpul Primului Război Mondial.:p. 173

## Ultimul drum
Presimțind că i se apropie sfârșitul, de față cu prietenii săi devotați, și-a făcut testamentul, care este vrednic să se pună alături de a lui Avram Iancu, cerând totodată să fie înmormântat în cimitirul greco-catolic din Baia de Criș, lângă părinții săi, iar la înmormântarea lui să slujească un preot greco-catolic și unul ortodox. A murit la 3 noiembrie 1933, sărac și fără descendenți, nefiind căsătorit. Chiar și în ultimele clipe ale sale, se gândi la moții lui cei dragi, a căror durere a dus-o cu sine în mormânt. Înainte de a fi transportat la Baia de Criș, spre pământul acesta stropit cu atâtea suferințe românești, în dimineața zilei de 6 noiembrie, în Catedrala Schimbarea la Față din Cluj, s-a oficiat un prohod înălțător, la care a participat și episcopul Iuliu Hossu, care a rostit cuvântarea de rămas bun. În după-amiaza aceleiași zile cortegiul funerar a plecat spre Baia de Criș. Pe tot parcursul, Turda, Baia de Arieș, Câmpeni, Abrud, Brad, s-au răscolit satele în frunte cu preoții în odăjdii și prapori, întâmpinând cortegiul funerar îmbarcat pe automobile. Înmormântarea a avut loc în data de 7 noiembrie 1933, când cel ce fusese dr. Amos Frâncu, Tribun al Apusenilor, apărătorul moților, „moștenitorul spiritual” al lui Avram Iancu, fu coborât în sânul de mamă al gliei, în cimitirul greco-catolic din Baia de Criș, la numai câteva sute de pași de gorunul lui Horea și de mormântul lui Avram Iancu. Întreaga presă românească i-a dedicat duioase panegirice.

## Moștenirea
Despre Amos Frâncu marele istoric Nicolae Iorga avea să scrie la moartea sa: „A murit în Ardeal un om cum nu se va mai găsi altul..” Din păcate, posteritatea i-a fost puțin recunoscătoare. Manualele de istorie aproape că nu pomenesc numele său, uitându-i-se și faptele și mormântul.